# Freddy García

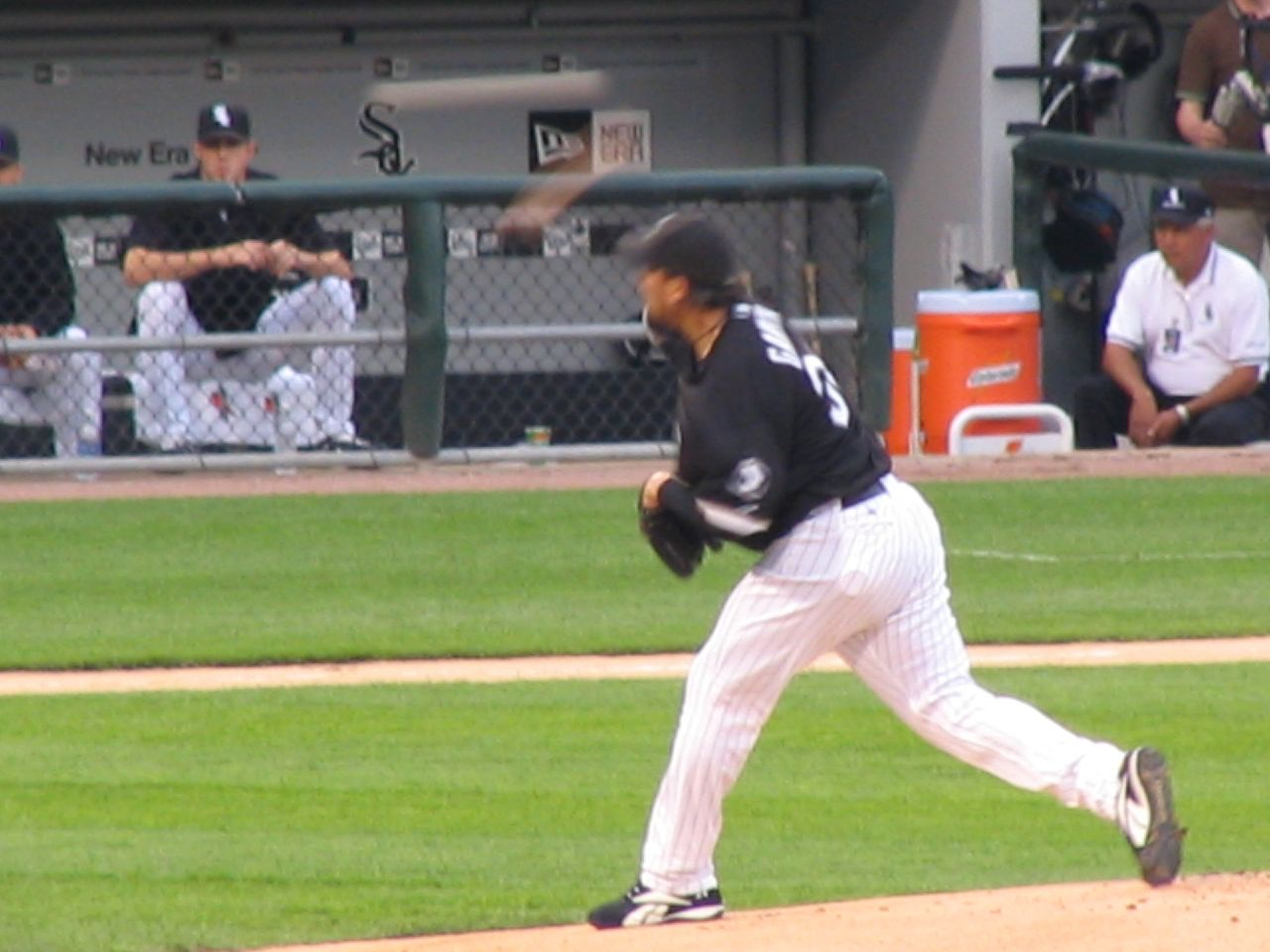
Freddy García.

Freddy Antonio García (Caracas, 31 de octubre de 1977) es un exbeisbolista venezolano, que jugaba como lanzador abridor en las Grandes Ligas de Béisbol.

## Grandes momentos
- Seleccionado dos veces para el Juego de las estrellas del Béisbol (en 2001 y 2002)
- Mejor efectividad de la liga (3,05 en 2001)
- Mayor número de entradas lanzadas (238,2 en 2001)

## Hechos
- El 15 de agosto de 2001, García, junto con las lanzadores venezolanos Giovanni Carrara, Omar Daal y Kelvim Escobar ganaron sus respectivos partidos: García, ganando Seattle a los Medias Rojas, 6-2; Carrara, ganando con Dodgers frente a los Expos de Montreal, 13-1; Daal, de los Filis, contra Milwaukee, 8-6, y Escobar, de los Azulejos, sobre Oakland, 5-2. Esta fue la primera vez que cuatro lanzadores venezolanos abren y ganan sus partidos el mismo día.